# Robert J. Sawyer
Robert James Sawyer (Ottawa, Kanada, 1960. április 29.) kanadai sci-fi-szerző.

## Pályafutása
Az Ottawában született és Torontóban nevelkedett Sawyer régóta a kanadai sci-fi híve. Szülei John Arthur Sawyer és Virginia Kivley Peterson Sawyer. Középiskolai tanulmányait a Willowdale Középiskolában végezte, míg diplomáját a torontói Ryerson Egyetemen szerezte 1982-ben.
Keményen lobbizott, hogy létrejöhessen az Amerikai Science Fiction és Fantasy Írók Egyesületének (SFWA) kanadai szervezete, mely végül 1992-ben alakult meg. 1992 és 1995 között a szervezet regionális igazgatója volt. Szerkesztője volt a szervezet Alouette című hírlevelének, mely Kanada első műholdjának tiszteletére kapta a nevét. A hírlevelet, mint a legjobb fanzine-t jelölték az Aurora-díjra.
1998-ban az SFWA elnökévé választották. 19 regénye mellett számos forgatókönyv is fűződik Sawyer nevéhez. Első magyarul megjelent kötete a FlashForward – A jövő emlékei című regénye volt 2010-ben, melyet egy évvel később a Lélekhullám követett.
Magyarországi kiadója, a Metropolis Media meghívására Sawyer 2011-ben részt vett a XVIII. Budapesti Nemzetközi Könyvfesztiválon.
Jelenleg az Ontario-beli Mississaugában él.

## Művei
Robert J. Sawyer prózája tiszta, egyszerű, kvantumfizikai levezetései pedig a laikusok számára is tökéletesen felfoghatóak.
- Golden Fleece (1990)
- A Quintaglio Ascension trilógia:
  - Far-Seer (1992)
  - Fossil Hunter (1993)
  - Foreigner (1994)
- End of an Era (1994)
- The Terminal Experiment (1995)
- Starplex (1996)
- Frameshift (1997)
- Illegal Alien (1997)
- Factoring Humanity (1998)
- FlashForward (1999)
- Calculating God (2000)
- Iterations (Elbeszélések, 2002)
- The Neanderthal Parallax trilógia: 
  - Hominids (2003)
  - Humans (2003)
  - Hybrids (2003)
- Relativity (Elbeszélések, 2004)
- Mindscan (2005)
- Rollback (2007)
- Identity Theft and Other Stories (Elbeszélések, 2008)
- A WWW trilógia:
  - Wake (2008-9)
  - Watch – (2010)
  - Wonder – (2010)

## Magyarul
- FlashForward – A jövő emlékei; ford. Tamás Gábor; Metropolis Media, Bp., 2010 (Galaktika Fantasztikus Könyvek) ISBN 978-963-9828-45-2
- Lélekhullám (The Terminal Experiment); ford. Császár László, Metropolis Media, Bp., 2011 (Galaktika Fantasztikus Könyvek) ISBN 978-963-9828-96-4
- WWW 1 – Világtalan (Regény. WWW: Wake) Budapest, Metropolis Media, 2012 ISBN 978-615-5158-13-1 (ford. Hidy Mátyás)
- WWW 2 – Vigyázók (Regény. WWW: Watch) Budapest, Metropolis Media, 2013 ISBN 978-615-5158-29-2 (ford. Hidy Mátyás)
- WWW 3 – Végzet (Regény. WWW: Watch) Budapest, Metropolis Media, 2013 ISBN 978-615-5158-41-4 (ford. Hidy Mátyás)
- Kifürkészhetetlen (Calculating God); ford. Bagi Gábor; Metropolis Media, Bp., 2014 (Galaktika Fantasztikus Könyvek) ISBN 978-615-5158-13-1
- Halál a vörös bolygón (Red Planet Blues); ford. Tamás Dénes; Metropolis Media, Bp., 2015 ISBN 978-615-5508-30-1
- Kvantuméj; ford. Tamás Dénes; Metropolis Media, Bp., 2022 (GFK)
- Az Oppenheimer alternatíva; ford. Szente Mihály; Metropolis Media, Bp., 2023 (GFK)

## Díjai
Több mint 40 különböző díjat kapott műveiért világszerte. Több alkalommal elnyerte (többek között) az Aurora- és a Seuin-díjat.
- 1995: The Terminal Experiment –   Nebula-díj
- 1999: Flashforward – Aurora-díj
- 2003: Hominids –   Hugo-díj
- 2006: Mindscan – John W. Campbell Emlékdíj
- 2010: Wake –   Hugo-díj

## Lásd még
- FlashForward – A jövő emlékei

## Fordítás
- Ez a szócikk részben vagy egészben  a   Robert J. Sawyer című angol Wikipédia-szócikk fordításán alapul.  Az eredeti cikk szerkesztőit annak laptörténete sorolja fel. Ez a jelzés csupán a megfogalmazás eredetét és a szerzői jogokat jelzi, nem szolgál a cikkben szereplő információk forrásmegjelöléseként.